# Squiffiec
Squiffiec é uma comuna francesa na região administrativa da Bretanha, no departamento Côtes-d'Armor. Estende-se por uma área de 10,77 km². Em 2010 a comuna tinha 789 habitantes (densidade: 73,3 hab./km²).